# Lill-Pörten
Lill-Pörten är en sjö i Torsby kommun i Värmland och ingår i Göta älvs huvudavrinningsområde.